# Nematocampa cuprina
Nematocampa cuprina är en fjärilsart som beskrevs av W. Warren 1904. Nematocampa cuprina ingår i släktet Nematocampa och familjen mätare. Inga underarter finns listade i Catalogue of Life.